# Slum Village

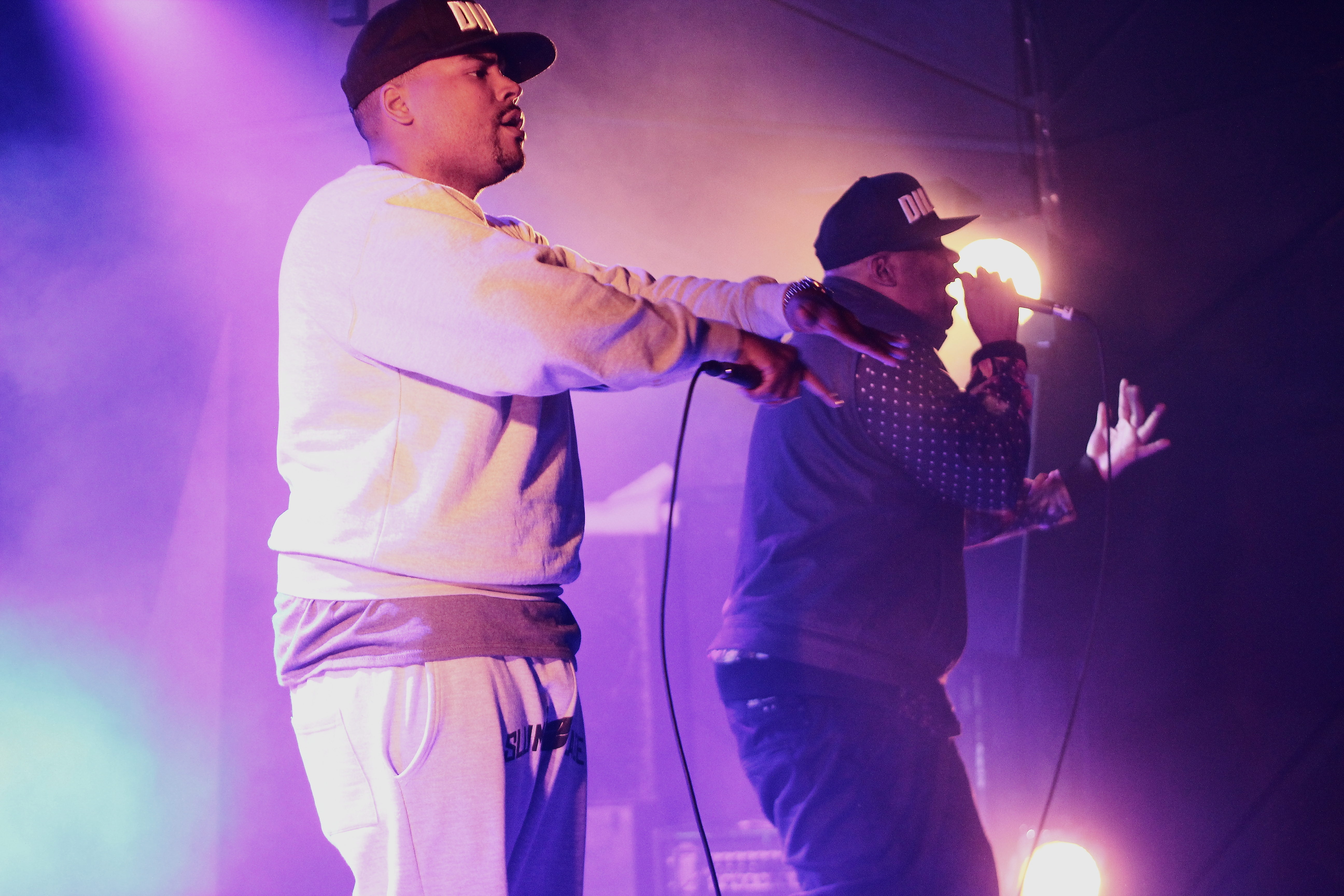
Slum Village Viver concerto em ano 2014

Slum Village é um grupo de hip hop originário de Detroit, Estados Unidos, fundado em 1996 pelos rappers Baatin, J Dilla e T3.
J Dilla saiu no início da década de 2000 para seguir uma carreira a solo, tendo Elzhi se juntado ao grupo nessa altura. Baatin também deixou o grupo em 2004, devido a problemas de saúde, tendo apenas regressado em 2008, mas viria a falecer em 2009.

## Discografia
Álbuns de estúdio
- Fantastic, Vol. 2 (1999)
- Trinity (Past, Present and Future) (2002)
- Detroit Deli (A Taste of Detroit) (2004)
- Fan-Tas-Tic (Vol. 1) (2005)
- Slum Village (2005)
- Villa Manifesto (2010)
- Evolution (2013)

Mixtapes
- Dirty Slums (com Mick Boogie) (2012)
- Dirty Slums 2 (com Mick Boogie) (2013)

EP's
- Villa Manifesto EP (2009)

Compilações
- Best Kept Secret (como J-88) (2000)
- Dirty District (2002)
- Prequel to a Classic (2005)

Singles
| Ano  | Canção                                     | Álbum                              |
| ---- | ------------------------------------------ | ---------------------------------- |
| 1999 | "Get Dis Money"                            | Fantastic, Vol. 2                  |
| 2000 | "Climax"                                   | Fantastic, Vol. 2                  |
| 2000 | "Raise It Up"                              | Fantastic, Vol. 2                  |
| 2000 | "Players"                                  | Fantastic, Vol. 2                  |
| 2002 | "Tainted" (feat. Dwele)                    | Trinity (Past, Present and Future) |
| 2002 | "Disco"                                    | Trinity (Past, Present and Future) |
| 2004 | "Selfish" (feat. Kanye West e John Legend) | Detroit Deli (A Taste of Detroit)  |
| 2004 | "Do You"                                   | Detroit Deli (A Taste of Detroit)  |
| 2005 | "EZ Up"                                    | Slum Village                       |
| 2009 | "Dope Man"                                 | Villa Manifesto EP                 |
| 2009 | "Cloud 9"                                  | Villa Manifesto EP                 |
| 2009 | "Actin' Normal"                            |                                    |
| 2010 | "Faster" (feat. Colin Munroe)              | Villa Manifesto                    |